# Осиновка (Кинель-Черкасский район)
Оси́новка — упразднённый в 1988 году посёлок Мухановского сельского совета Кинель-Черкасского района Самарской области. Ныне микрорайон города Отрадный.

## География
Село расположено на берегу озера Осиновое (Осиновское), вокруг дачи, на западе Алексеевское кладбище, село Алексеевка, в 500 м к северу от города Отрадный.
уличная сеть
- Осиновский переулок
- Осиновское шоссе
- Осиновская улица
- ряды дач.

Климат
резко континентальный, морозная зима, тёплое лето.

## История
Село известно также как Осинки, упоминается в 1770 году во время восстания Пугачёва. Самого Пугачёва в селе не было; хотя село могло существовать в 1740 году.
Поместье Лазаревых. В 1800 г. владельцами села являлись «адъютант Уфимского мушкетерского полка Василий Данилов сын Лазарев», его брат Андрей и их сестра, коллежская секретарша Аграфена Боброва.
В 1988 году Осиновка вошла в состав Отрадного (Решение Самарского облисполкома № 100 от 9 марта 1988 года «О включении в состав города Отрадный посёлков Осиновка, Алексеевка и Степана Разина Мухановского сельского совета Кинель-Черкасского района»).
Светлана Александрова в статье «Окрестные села» (газ. Вестник города Отрадного, № 41, 13.06.2019) отмечает: «Благодаря вхождению в черту Отрадного Осиновки, Васильевки, Привета, Алексеевки, Степана Разина, город сумел набрать численность населения свыше пятидесяти тысяч».

## Население
В 1800 году в Осиновке 10 дворов, где насчитывались «31 мужская и 34 женские души».